# Кельди Мухаммед
Кельди Мухаммед, Султан Мухаммед (чагат. كيلدي محمد‎; 1480—1532) — удельный правитель Ташкентского владения из узбекской
династии Шейбанидов в Бухарском ханстве.

## Биография
Кельди Мухаммед был сыном Суюнчходжа султана, внуком дочери Мирза Улугбека Рабии Султан бегим и шибанида Абу-л-хайр-хана.

## Политика
Первоначально Кельди Мухаммед был в числе участников похода своего двоюродного брата Шейбани-хана на Мавераннахр и Хорасан. В 1517 году, был назначен губернатором Шахрухии.
После смерти Суюнчходжа-хана он стал губернатором Ташкентского владения Шейбанидов. В 1520-х годах Кельди Мухаммед разбил войско казахского хана Тахир-хана у города Туркестан. В результате часть присырдарьинских поселений перешла к ташкентским владениям.

## Политика в области культуры
Кельди Мухаммед был просвещенным правителем. При его дворе жил известный поэт Васифи. При его правлении в Ташкенте были построены архитектурные сооружения: медресе, мечети и мавзолеи. По приказу Кельди Мухаммед Абдулла Насруллахи написал на узбекском языке историческое произведение «Зубдат ал-асар».

## Смерть
Кельди Мухаммед скончался в Ташкенте в 1532 году.
После него власть в ташкентском уделе перешла к его брату Науруз Ахмед-хану.